# Norra Stavsudda

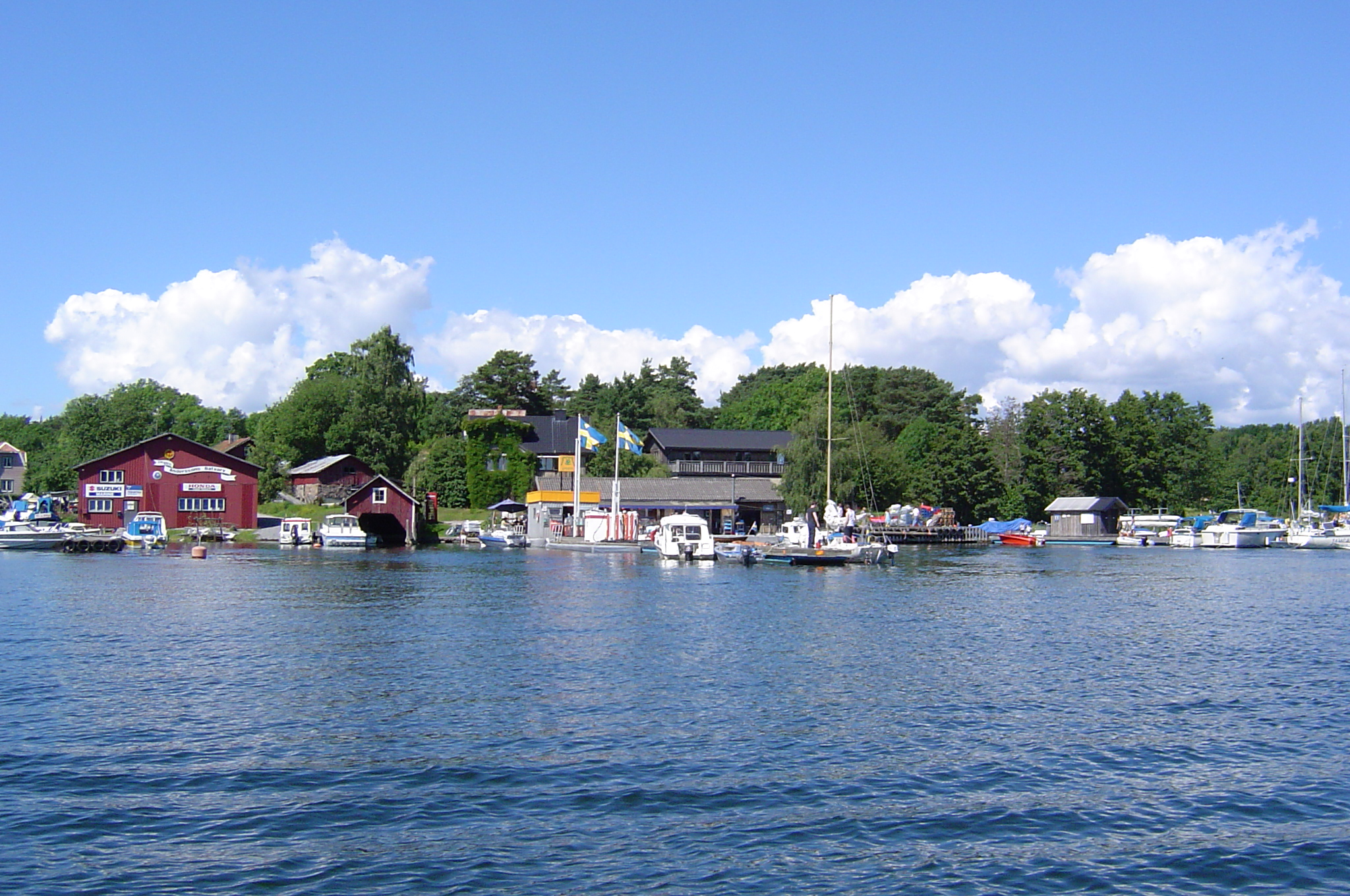
Norra Stavsudda

Norra Stavsudda är en ö i Stockholms skärgård. Norra Stavsudda tillhör Värmdö kommun och ligger i Mellersta Skärgården sydväst om Möja. Ön är en levande skärgårdsö med cirka 25 bofasta. På ön finns livsmedelsbutik (öppen året runt), krog, sjömack (öppen året runt), kajakuthyrning och flera båtvarv. På ön finns bryggan "Norra Stavsudda" som trafikeras av Waxholmsbolaget på den sydvästra sidan. Ön kan också nås med taxibåt.
Stafsudda förekommer första gången i en seglingsbeskrivning- läskarta från 1200-talet som är skriven på latin. Stafsudda skrivs då Staefse. Nästa gång är i Gustav Vasas jordebok år 1538, då det fanns en skattegård.
Smugglarkungen Algot Niska hade under spritsmugglarperioden på 1920-talet sin bas på Norra Stavsudda, där han hyrde ett hus och tillsammans med Stavsuddabor smugglade sprit genom skärgården.
Cirka 1 distansminut söder om Norra Stavsudda ligger Södra Stavsudda. Tillsammans med flera mindre öar bildar de Stavsuddaskärgården.
Norra Stavsudda är även känt för svävarna av märket Ivanoff Hovercraft, som tillverkas av familjen Ivanoff på ön.
Världs- och Europamästarna i svävar-racing under de senaste 25 åren har antingen kommit från Stavsudda eller kört en svävare byggd på Stavsudda.
Kanske än mer känt är de passagerar-svävare (drygt 100 st) som byggts på Stavsudda och som används av Sjöräddningssällskapet och Kustbevakningen samt för taxitjänst och skolskjutser.